# 声調記号
声調記号（せいちょうきごう）は、声調（音の高低）を表現する記号である。主に声調によって表現の異なる言語で使用する。

## IPAの声調記号
国際音声記号では、ダイアクリティカルマークで表現する方法と、基準線を用いた方法の2種類の表現を定義している。
ダイアクリティカルマークでは、平板の発音は[ő]（超高平板）、[ó]（高平板）、[ō]（中平板）、[ò]（低平板）、[ȍ]（超低平板）の5種類、曲線は[ǒ]（上昇曲線）、[ô]（下降曲線）、[o᷄]（高上昇曲線）、[o᷅]（低上昇曲線）、[o᷉]（上昇下降曲線）の5種類がある。
基準線を用いた表現では、平板の発音は[˥]（超高平板）、[˦]（高平板）、[˧]（中平板）、[˨]（低平板）、[˩]（超低平板）の5種類、曲線は[˩˥]“”（上昇曲線）、[˥˩]“”（下降曲線）、[˧˥]“／│”（高上昇曲線）、[˧˩]“／│”（低上昇曲線）、[˧˩˧]“＾│”（上昇下降曲線）の5種類がある。
JIS X 0213には声調記号が多く追加され、上昇曲線および下降曲線も1つのコードポイントを与えられているが、Unicodeには依然として加わっておらず、複数の声調記号の組み合わせで表現するしかない。なお、複数の声調記号で表した場合には、ひとつの声調記号の字形に変化させる必要がある。
中国語については、上記のみでは表せないため、上記以外にも多種の声調記号が存在するが多くは文字コードでの表現はできない。

### 符号位置
| 記号 | Unicode       | JIS X 0213 | 文字参照                    | 名称                                                 |
| ---- | ------------- | ---------- | --------------------------- | ---------------------------------------------------- |
| ̋     | U+030B        | 1-11-64    | &#x30B; &#779;              | ダブルアキュートアクセント（合成可能）、声調超高     |
| ́     | U+0301        | 1-11-65    | &#x301; &#769;              | アキュートアクセント（合成可能）、声調高             |
| ̄     | U+0304        | 1-11-66    | &#x304; &#772;              | マクロン（合成可能）、声調中                         |
| ̀     | U+0300        | 1-11-67    | &#x300; &#768;              | グレーブアクセント（合成可能）、声調低               |
| ̏     | U+030F        | 1-11-68    | &#x30F; &#783;              | ダブルグレーブアクセント（合成可能）、声調超低       |
| ̌     | U+030C        | 1-11-62    | &#x30C; &#780;              | キャロン（合成可能）、声調上昇調                     |
| ̂     | U+0302        | 1-11-63    | &#x302; &#770;              | サーカムフレックスアクセント（合成可能）、声調下降調 |
| ᷄     | U+1DC4        |            | &#x1DC4; &#7620;            | 高上昇曲線                                           |
| ᷅     | U+1DC5        |            | &#x1DC5; &#7621;            | 低上昇曲線                                           |
| ᷉     | U+1DC9        |            | &#x1DC9; &#7625;            | 上昇下降曲線                                         |
| ˥    | U+02E5        | 1-11-64    | &#x2E5; &#741;              | 声調記号超高                                         |
| ˦    | U+02E6        | 1-11-65    | &#x2E6; &#742;              | 声調記号高                                           |
| ˧    | U+02E7        | 1-11-66    | &#x2E7; &#743;              | 声調記号中                                           |
| ˨    | U+02E8        | 1-11-67    | &#x2E8; &#744;              | 声調記号低                                           |
| ˩    | U+02E9        | 1-11-68    | &#x2E9; &#745;              | 声調記号超低                                         |
|      | U+02E9 U+02E5 | 1-11-69    | &#x2E9;&#x2E5; &#745;&#741; | 声調記号上昇調                                       |
|      | U+02E5 U+02E9 | 1-11-70    | &#x2E5;&#x2E9; &#741;&#745; | 声調記号下降調                                       |

## 拼音
中国語の拼音では、第一声、第二声、第三声、第四声をそれぞれ¯、ˊ、ˇ、ˋであらわす。

### 符号位置
| 記号 | Unicode | JIS X 0213 | 文字参照       | 名称                             |
| ---- | ------- | ---------- | -------------- | -------------------------------- |
| ̄     | U+0304  | 1-11-66    | &#x304; &#772; | マクロン（合成可能）             |
| ́     | U+0301  | 1-11-65    | &#x301; &#769; | アキュートアクセント（合成可能） |
| ̌     | U+030C  | 1-11-62    | &#x30C; &#780; | キャロン（合成可能）             |
| ̀     | U+0300  | 1-11-67    | &#x300; &#768; | グレーブアクセント（合成可能）   |

## 平仄
中国語漢詩の音の調類であらわす場合、○、●、◎、◑、◐を用いて表現することがある。
○は平声、●は仄声、◎は押韻をあらわす。◑と◐を使用することもある。

### 符号位置
| 記号 | Unicode | JIS X 0213 | 文字参照         | 名称       |
| ---- | ------- | ---------- | ---------------- | ---------- |
| ○    | U+25CB  | 1-1-91     | &#x25CB; &#9675; | 丸印、白丸 |
| ●    | U+25CF  | 1-1-92     | &#x25CF; &#9679; | 黒丸       |
| ◎    | U+25CE  | 1-1-93     | &#x25CE; &#9678; | 二重丸     |
| ◐    | U+25D0  | 1-8-71     | &#x25D0; &#9680; | 左半黒丸   |
| ◑    | U+25D1  | 1-8-72     | &#x25D1; &#9681; | 右半黒丸   |

## 八声符号
台湾語仮名では、台湾語(閩南語)の声調を八声符号を用いて表現している。
この記号は2021年9月15日に公開のUnicode 14.0より仮名拡張Bとして追加されている。
|      |         | 上平（第一声） | 上声（第二声） | 上去（第三声） | 上入（第四声） | 下平（第五声） | 上声（第六声） | 下去（第七声） | 下入（第八声） |
| ---- | ------- | -------------- | -------------- | -------------- | -------------- | -------------- | -------------- | -------------- | -------------- |
| 常音 | 記号    |                | 𚿰             | 𚿱             | 𚿲             | 𚿳             | 𚿰             | 𚿵             | 𚿶             |
| 常音 | 画像    |                |                |                |                |                |                |                |                |
| 常音 | Unicode |                | U+1AFF0        | U+1AFF1        | U+1AFF2        | U+1AFF3        | U+1AFF0        | U+1AFF5        | U+1AFF6        |
| 鼻音 | 記号    | 𚿷             | 𚿸             | 𚿹             | 𚿺             | 𚿻             | 𚿸             | 𚿽             | 𚿾             |
| 鼻音 | 画像    |                |                |                |                |                |                |                |                |
| 鼻音 | Unicode | U+1AFF7        | U+1AFF8        | U+1AFF9        | U+1AFFA        | U+1AFFB        | U+1AFF7        | U+1AFFD        | U+1AFFE        |

## 日本語
日本語は声調言語でないが、声調が意味をもつ表現もある。ただし多くの場合は声調はアクセントと同じ意味を持つ。
日本語の声調の表現では、一般に発音の高い箇所をオーバーライン（￣）をつけてあらわす。また、下降箇所に「̚」のような記号をつけることもある。
ローマ字表現する場合には、高くなる箇所に「⎾」、低く変化する箇所に「⏋」を用い、「i⎾mōto⏋」のように表現することがある。
声調の意味の表現として、半黒丸を利用し、◐か◒の場合は、高い音から低い音への遷移をあらわし、◑か◓の場合は低い音から高い音への遷移を表すこともある。

### 符号位置
| 記号 | Unicode | JIS X 0213 | 文字参照         | 名称                       |
| ---- | ------- | ---------- | ---------------- | -------------------------- |
| ̅     | U+0305  |            | &#x305; &#773;   | オーバーライン（合成可能） |
| ⎾    | U+23BE  | 1-7-34     | &#x23BE; &#9150; | 左上角素片                 |
| ⏋    | U+23CB  | 1-7-34     | &#x23CB; &#9163; | 右上角素片                 |
| ◐    | U+25D0  | 1-8-71     | &#x25D0; &#9680; | 左半黒丸                   |
| ◑    | U+25D1  | 1-8-72     | &#x25D1; &#9681; | 右半黒丸                   |
| ◒    | U+25D2  | 1-8-73     | &#x25D2; &#9682; | 下半黒丸                   |
| ◓    | U+25D3  | 1-8-74     | &#x25D3; &#9683; | 上半黒丸                   |

## 日本での語尾変化の声調記号表現
日本では、英語などの発音において文末の声調の肯定をあげたり下げたりする表現を矢印を用いてあらわす。
たとえば英語の疑問文の場合は一般に語尾を上げ、How old are you⤴?のように二次関数のグラフのような曲線をもった矢印で表現する。また、Which do you like better, cat⤴ or dog⤵?のように語尾を下げる場合には負の二次関数のグラフのような曲線をもった矢印で表現する。
この表現は一般の日本語における表現でも便宜的に使われることがあり、疑問文でもないのに語尾を上げて表現するような若者文化の表現時に用いられることがある。

### 符号位置
| 記号 | Unicode | JIS X 0213 | 文字参照          | 名称             |
| ---- | ------- | ---------- | ----------------- | ---------------- |
| ⤴    | U+2934  | 1-3-14     | &#x2934; &#10548; | 曲がり矢印上がる |
| ⤵    | U+2935  | 1-3-15     | &#x2935; &#10549; | 曲がり矢印下がる |

## タイ語
タイ語のタイ文字には4種の声調記号่ （マイエーク）、้ （マイトー）、๊（マイトリー）、๋（マイチャッタワー）がある。
また、タイ語の元となったラーオ文字にも声調記号が存在する。

## ベトナム語
ベトナム語には5種類の声調記号`（グレーブアクセント）、´（アキュートアクセント）、 ̉（フック符号）、˜（チルダ）、 ̣（ドット符号）がある。